# Plan Ruanda

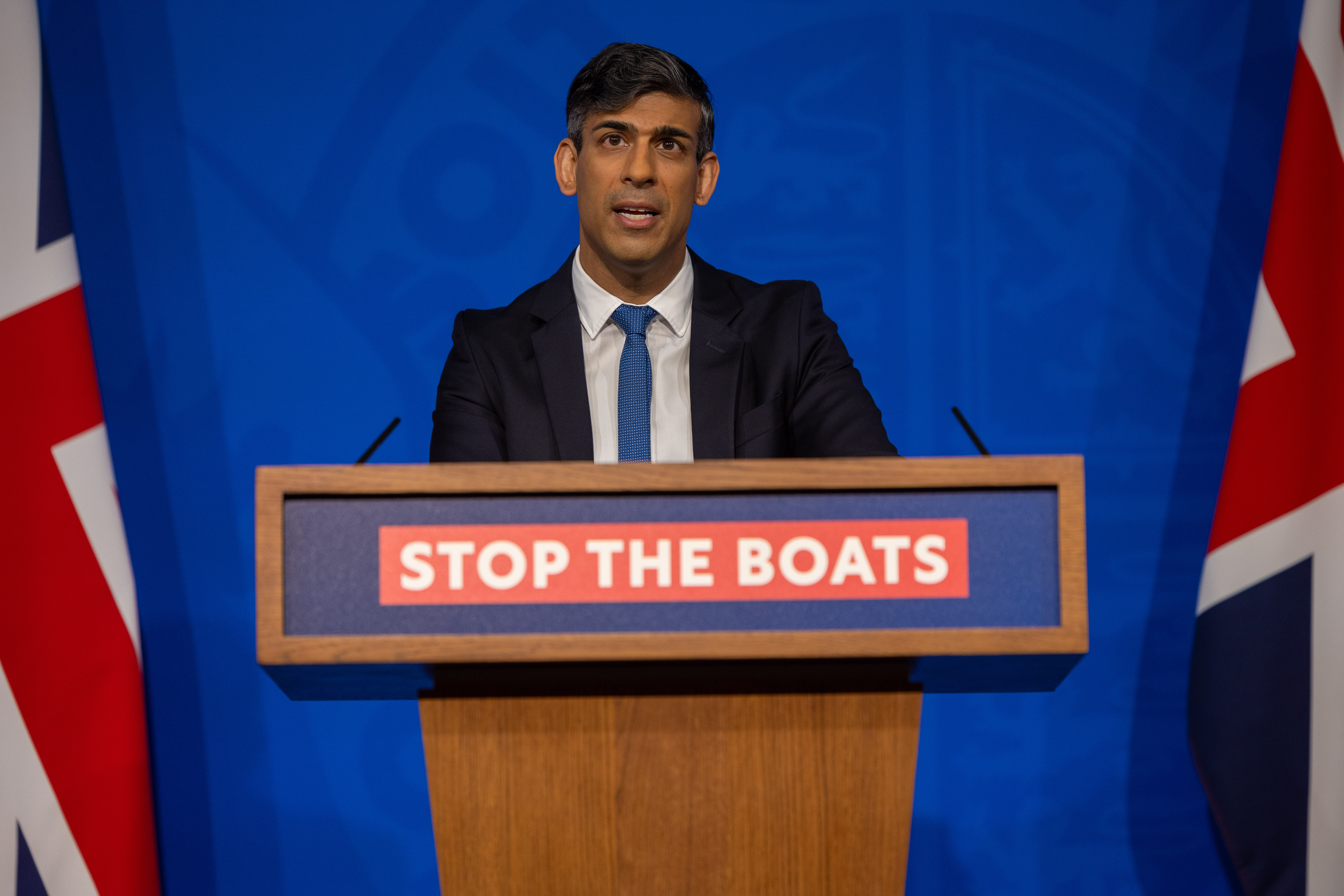
El primer ministro Rishi Sunak ofrece una rueda de prensa sobre el Plan Ruanda, el 22 de abril de 2024.

El Plan Ruanda (oficialmente y en inglés UK and Rwanda Migration and Economic Development Partnership) fue una política de inmigración propuesta por primera vez por el gobierno británico en abril de 2022 mediante la cual las personas a quienes el Reino Unido identificara como inmigrantes ilegales o solicitantes de asilo serían reubicadas a Ruanda para su procesamiento, asilo y reasentamiento. Aquellos que lograran ser reconocidos como solicitantes de asilo permanecerían en Ruanda y no se les permitiría regresar al Reino Unido.
El primer vuelo para llevar a cabo este plan recibió autorización legal del Tribunal Superior de Justicia y estaba previsto para el 14 de junio de 2022. Una medida provisional de último minuto del Tribunal Europeo de Derechos Humanos provocó que el plan se paralizara hasta la conclusión de la acción legal en el Reino Unido. A finales de 2022, el Tribunal Superior dictaminó además que, aunque el plan era legal, debían reconsiderarse los casos individuales de ocho solicitantes de asilo que debían ser deportados ese año. El Tribunal de Apelación Inglés dictaminó el 29 de junio de 2023 que el plan era ilegal; con una apelación ante el Tribunal Supremo del Reino Unido que condujo a un acuerdo con el tribunal inferior el 15 de noviembre de 2023.
La Ley de Seguridad de Ruanda (Asilo e Inmigración) de 2024 anuló las sentencias de los tribunales y declaró a Ruanda un país seguro. Después de que Keir Starmer y el Partido Laborista ganaran las elecciones generales, Starmer anunció que el Plan Ruanda se cancelaría y sería reemplazado por el Comando de Seguridad Fronteriza. El costo total del plan se estima en 700 millones de libras esterlinas, y cuatro inmigrantes fueron reubicados voluntariamente mientras estuvo en vigencia.